# یواس‌سی‌جی‌سی کویاهوگا (دبلیوآی‌ایکس-۱۵۷)
یواس‌سی‌جی‌سی کویاهوگا (دبلیوآی‌ایکس-۱۵۷) (به انگلیسی: USCGC Cuyahoga (WIX-157)) یک کشتی بود که طول آن ۱۲۵ فوت (۳۸ متر) بود. این کشتی در سال ۱۹۲۷ ساخته شد.